# Narovčat
Narovčat (in russo Наровчат?; in lingua mokša: Норзяд; in tataro: Мохши) è un villaggio della Russia europea centrale, situato nell'oblast' di Penza; è il centro amministrativo del distretto Narovčatskij.
Si trova a poca distanza dal fiume Mokša, 150 km a nord-ovest di Penza.